# Симеун Грозданић
Др Симеун Симо Грозданић (Швица код Оточца, 15. фебруар 1896 — Београд, 21. јул 1972) био је српски зоолог, универзитетски професор, директор Карловачке гимназије и декан Природно-математичког факултета у Београду.

## Биографија

### Детињство и младост
Отац Станко био је шумар, а мајка Анка домаћица. Основну школу завршио је у родном месту, а три разреда више грађанске школе у Оточцу. Гимназију је похађао у Сремским Карловцима (од 1909) и Сењу, где је завршио пети, шести и вероватно седми разред.

### Први светски рат
Пошто је избио Први светски рат мобилисан је у аустроугарску војску, и на јесен 1915. послат на Источни фронт у Галицију. Дезертирао је и пребегао на руску страну. Средином пролећа 1916. нашао се у Одеси, где је приступио Првој српској добровољачкој дивизији. Пошто је корпус пребачен на фронт у Добруџи (између Бугарске и Румуније) Грозданић је рањен у војним операцијама које су уследиле. Децембра 1916. додељен му је чин потпоручника, водника у 3. чети 3. батаљона 3. пешадијског пука. Са јединицом је почетком 1918. пребачен на Солунски фронт. Осми разред гимназије завршио је у Волосу, у Грчкој (1918).

### Међуратни период
Након демобилизације уписује студије природних наука у Загребу. На Београдски универзитет прешао је 1919, да би 1922. дипломирао. Одмах се запослио као асистент у Зоолошком заводу у Београду, али је убрзо прешао у Карловачку гимназију за професора биологије. Посветио се пчеларству, уредио је школски пчелињак, основао Ђачко друштво пријатеља природних наука, покренуо стварање Југословенског пчеларског друштва (1929) и хонорарно предавао пчеларство у Карловачкој богословији. Докторирао је у Београду 1931. са дисертацијом Понашање радилица домаће пчеле. У Новом Саду је 1937. учествовао у оснивању пчеларског друштва „Војводина”, и био је први уредник његовог гласила Војвођански пчелар (1938-1941). Школске 1939/40. био је директор Женске учитељске школе у Новом Саду, а потом је исту функцију обављао у Карловачкој гимназији.

### Други светски рат
По агресији Немачке на Краљевину Југославију, и распада државе који је уследио Грозданић се обрео у Независној држави Хрватској, пошто је Срем постао део НДХ. Усташе су га уклониле са функције директора гимназије, да би 1942. био заточен у логору у Сремској Митровици због сарадње са покретом отпора. Успева да побегне и прелази у Србију под немачком окупацијом. Борави у Београду, Врњачкој Бањи и Аранђеловцу. Поново је ухапшен 1943. због сарадње са партизанима. Затворен је у Крагујевцу, пребачен у логор на Бањици, и на крају упућен на принудни рад у Немачку. Поново успева да побегне и придружује се партизанима у Словенији.

### Период након Другог светског рата
Године 1945. постављен је за директора Воћарско-пчеларске станице у Новом Врбасу. За ванредног професора зоологије на Филозофском факултету у Београду изабран је 1946. године. На Природно-математичком факултету у Београду био је редовни професор (1956-1964) и ректор (1956-1958).
Пензионисан је 1964. године.

## Смрт
Погинуо је у саобраћајној несрећи. Са супругом Јеленом (рођ. Живановић) имао је сина Станка, правника, и ћерку Владиславу, фармацеута.

## Научни рад
Радове је објављивао у хрватском природнословном часопису Природа (1926-1947), Културно-привредном прегледу (1941), Зборнику Матице српске за природне науке (1959, 1961, 1963), Гласнику Природњачког музеја (1965-1973), Летопису Матице српске и Пчелару. Проучавао је животиње у природним условима, примењујући тако еколошки метод у зоопсихологији. Значајан допринос дао је и дарвинизму.